# پاسخ به تاریخ
پاسخ به تاریخ (به فرانسوی: Réponse à l'histoire) (به انگلیسی: Answer to History)، نام کتاب خاطرات نوشتۀ محمدرضا پهلوی، آخرین شاه ایران است که در اصل به زبان فرانسوی و پس از وقوع انقلاب ۱۳۵۷ در مراکش نگاشته شده است. این کتاب بعدها به زبان انگلیسی و زبان فارسی برگردانده شد. محمدرضا شاه در پیشگفتار دربارهٔ کتاب می‌گوید: 
در این کتاب قصد دارم نشان بدهم که چرا در راه رسیدن به اهدافم پافشاری می‌کردم؛ و چرا می‌خواستم جامعه‌ای بر اساس عدالت اجتماعی، و نه مبارزۀ طبقاتی بنا کنم؛ جامعه‌ای که همه در آن یکپارچه و وابسته به یکدیگر باشند؛ و گفتنی است چون با همه کشورهای جهان _چه دنیای غرب، چه کشورهای بلوک شرق و چه جهان سوم_ حسن تفاهم داشتم، این امکان برایم فراهم آمد که بتوانم در محیطی آکنده از صلح و صفا، کوشش خود را برای رساندن ایران به سوی تمدن بزرگ دنبال کنم.
بنا به اظهارات امیراصلان افشار که به همراه شاه از ایران خارج شده بود، شاه این کتاب را در مراکش نوشت. افشار نام کتاب را ایدۀ خود شاه یا پیشنهاد پابلیشر فرانسوی کتاب می‌داند. وی همچنین به کمک شجاع‌الدین شفا به تنظیم کتاب اشاره می‌کند.

## نسخه‌های گوناگون

### نسخه‌های اصلی
- Réponse à l'histoire، به کوشش Millard, Christian. , Paris: Ed. Albin Michel، ۱۹۷۹
- The Shah's Story، به کوشش Waugh, Teresa. , London: Michael Joseph Ltd، ۱۹۸۰
- Answer to History، به کوشش Waugh, Teresa. , New York: Stein & Day، ۱۹۸۰

### برگردان فارسی
مشخص نیست که چه کسی نخستین بار این کتاب را به زبان فارسی برگردانده است اما حسین ابوترابیان در مقدمه‌ای که بر ترجمۀ این کتاب نوشته است؛ افزوده که در خاطرات احمدعلی مسعود انصاری با نام من و خاندان پهلوی چنین آمده است:
وقتی شاه در مکزیک به سر می‌برد، سید حسین نصر و هوشنگ نهاوندی برای ترجمۀ کتاب پاسخ به تاریخ به مکزیک فراخوانده شدند. بنا بود نهاوندی ترجمۀ فارسی کتاب و نصر آن را به انگلیسی ترجمه کند…

### تفاوت نسخ
برخی تفاوت‌ها در نسخۀ انگلیسی و نسخۀ فرانسوی کتاب به چشم می‌خورد. از آن جمله در صفحۀ ۱۷۱ نسخۀ انگلیسی دربارهٔ تفویض نخست‌وزیری به شاپور بختیار آمده است که محمدرضا شاه با اکراه و تحت فشار بریتانیایی‌ها به آن تن داده است؛ در حالی که چنین پاراگرافی در نسخۀ فرانسوی و فارسی موجود نیست:
 "It was with some reluctance and under foreign pressure that I agreed to appoint him Prime Minister" and later it is written that Bakhtiar's appointment was endorsed by Britain's former foreign secretary whom pleaded Shah to leave the country.
مطابق توضیح هوشنگ نهاوندی، مترجم فارسی کتاب از نسخۀ فرانسوی، در کتابش "آخ‍ری‍ن روزه‍ا: پ‍ای‍ان س‍ل‍طن‍ت و م‍رگ ش‍اه" گفته که این تفاوت‌ها به این علت وجود دارند که ترجمۀ نسخۀ انگلیسی بعد از نسخۀ فرانسوی آماده شده و تغییرات مطابق نظر خود شاه بوده که در روزهای پایانی عمر نظری منفی نسبت به بریتانیا و آمریکا به خاطر عدم حمایت از حکومت وی پیدا کرده بوده است. اما در حقیقت و به گفتۀ شخص شاپور بختیار، یکی از شروط اصلی پذیرش نخست‌وزیری وی خروج شاه از کشور برای استراحت بود. بختیار دلیل این شرط را آرام کردن مردم انقلابی و شورشیانی که کشور را به آتش کشیده بودند اعلام می‌کند.

### تئوری توطئه
به گفتۀ یرواند آبراهامیان، آخرین وصیت سیاسی محمدرضا شاه یعنی کتاب پاسخ به تاریخ عجیب است. شاه مدعی شده هدف اصلی بریتانیایی‌ها از حمله به ایران در سال ۱۳۲۰، رهایی از شر پدرش بود چون به واسطۀ لغو امتیاز نفتی، خشم آنان برانگیخته شده بود. به باور محمدرضا شاه، بریتانیایی‌ها همراه با شرکت‌های نفتی و «روحانیون مرتجع» عملاً انقلاب اسلامی را به تلافی دفاع او از اوپک و آرمان فلسطینی‌ها طراحی کرده بودند. هم فلسطینی‌ها و هم اسرائیلی‌ها از شنیدن چنین سخنانی شگفت زده می‌شدند. شاه به هنگام مرگ مدعی شد که سیا به همراه ام‌آی۶ انقلاب ۱۳۵۷ را طراحی کردند. او لفاظانه می‌پرسد: «چه کسی پول تظاهراتی را داده که شرکت‌کنندگانش زلف سیاه و بلوند داشته‌اند؟ این هیبت به ندرت در ایران دیده می‌شود». وی پیدایش و گسترش حزب توده و نیز ترور ناموفق خودش توسط فداییان اسلام را به بریتانیا مربوط می‌داند و می‌نویسد «ما همیشه مشکوک بودیم که مصدق مأمور انگلیسی هاست».
شاه در این کتاب بیان می‌دارد که ملغمه‌ای عجیب از روحانیون شیعه، چپ‌گراها، رسانه‌های غربی، شرکت‌های عمدۀ نفتی و دولت‌های بریتانیایی و آمریکایی شروع به تخریب کشور -در حال توسعۀ سریع- ایران نمودند.